# Heeresgruppe Süd
Gruppo d'armate Sud (tedesco: Heeresgruppe Süd) è stata la denominazione di diverse unità strategiche dell‘esercito tedesco operanti nel corso seconda guerra mondiale.

I teatri operativi in cui le varie unità denominate Gruppo d'armate Sud vennero impegnate furono: la campagna di Polonia del 1939 e la campagna contro l’Unione sovietica, tra il 1941 e il 1945.

## Campagna di Polonia
Le forze di terra tedesche coinvolte nell'invasione della Polonia del settembre 1939 furono organizzate in due gruppi d’armata: il Gruppo d'armate Nord, sotto il comando del Generale Fedor von Bock, e il Gruppo d'armate Sud.

Il comando di questa seconda unità fu affidato al Generale Gerd von Rundstedt, mentre il Generale Erich von Manstein fu nominato Capo dello Stato maggiore del gruppo di armate. Ne facevano parte le seguenti formazioni:
- XIII Armata (Blaskowitz)
- X Armata (von Reichenau)
- XIV Armata (List).

L'obiettivo strategico del Gruppo d'armate Sud era quello di raggiungere rapidamente Varsavia, operando un ampio sfondamento nel settore sud-ovest della linea difensiva polacca. Lì si sarebbe dovuto ricongiungere con il Gruppo d'armate Nord, chiudendo la manovra a tenaglia sulla capitale polacca.

L'offensiva tedesca si svolse con relativa facilità: il 22 settembre, a soli ventuno giorni dall'inizio della campagna, le truppe del Gruppo d'armate Sud iniziarono ad attestarsi dietro le sponde del Bug (la linea di demarcazione pattuita con i sovietici nel Patto Ribbentrop-Molotov); il 28 settembre le ultime truppe che difendevano Varsavia capitolarono, ponendo fine alle ostilità tra Germania e Polonia.

## Il Fronte orientale

### Operazione Barbarossa
Il Gruppo d'armate Sud venne ricostituito nel quadro della preparazione dell'Operazione Barbarossa: l'invasione tedesca dell'Unione sovietica. Anche in questo caso il comando fu affidato all'esperto Gerd von Rundstedt, da poco nominato Feldmaresciallo a seguito del ruolo svolto nella campagna di Francia.

Il teatro operativo affidato alle truppe di von Rundstedt era quello ucraino: spingendosi in profondità a sud delle paludi del Pryp"jat', il Gruppo d'armate Sud avrebbe dovuto occupare il territorio ucraino e Kiev, fino ad attestarsi sulle sponde del Dnepr.

Componevano il gruppo d'armate in questa prima fase:
- I Armata corazzata (von Kleist)
- VI Armata (von Reichenau)
- XVII Armata (von Stülpnagel)
- XI Armata (von Schobert).

A supporto del Gruppo d'armate Sud avrebbero operato anche la III (Dimitrescu) e la IV (Cuiperca) Armata rumene.
Mentre nella parte settentrionale e centrale del fronte i tedeschi realizzarono considerevoli (anche se non decisivi) passi in avanti, l'avanzata nel settore meridionale procedette in modo assai più lento.

A causare questo ritardo furono numerosi fattori. Innanzitutto deve essere sottolineato come in quel settore le forze tedesche non godessero di una netta superiorità in termini numerici, soprattutto per quanto riguarda le forze corazzate. Il fatto di disporre di una sola Armata corazzata (la I di von Kleist), oltretutto, impediva agli attaccanti tedeschi la realizzazione di quelle grandi manovre a tenaglia che invece avevano riscosso così tanti successi nel settore del Gruppo d'armate Centro.

La disposizione strategica del dispositivo offensivo tedesco, inoltre, determinò un costante pericolo per i progressi dell'offensiva. Nel pianificare l'attacco, infatti, l'Alto comando tedesco aveva preferito concentrare le forze lungo le tre direttrici principali, lasciando deliberatamente scoperti i fianchi delle colonne che sarebbero avanzate in territorio sovietico: ciò permise alle forze armate tedesche di disporre di una maggiore forza d'urto, ma rendeva vulnerabili i fianchi contro i contrattacchi sovietici. A soffrire di questa decisione fu in particolare il Gruppo d'armate Sud, sul cui fianco sinistro si stendevano le paludi del Pryp"jat': in quell'area si nascosero sapientemente le unità sovietiche (in particolare le divisioni di cavalleria), che lanciarono pericolosi contrattacchi contro le posizioni dalla VI Armata.

Inoltre, la situazione logistica era assai precaria: le vaste pianure ucraine bagnate dalle frequenti piogge si trasformavano in enormi pantani di fango; ciò bloccava a lungo l'avanzata delle truppe e impediva ai mezzi corazzati di agire rapidamente attraverso le linee nemiche.

Nonostante le difficoltà, soprattutto grazie all'abilità dei comandanti tedeschi, il Gruppo d'armate Sud riuscì a raggiungere le sponde del Dnepr a fine agosto del 1941. Il 16 settembre 1941, grazie alla collaborazione della II Armata corazzata di Heinz Guderian, le truppe del Gruppo d'armate Sud chiusero un'efficacissima manovra a tenaglia alle spalle di Kiev, conquistando la capitale ucraina e riuscendo a fare più di 650.000 prigionieri.

Quando l'offensiva riprese, negli ultimi mesi del 1941, le truppe al comando di von Rundstedt segnarono ulteriori successi, arrivando a toccare le rive del Donetz e occupando la Crimea (eccetto la piazzaforte di Sebastopoli).

### L'offensiva si sposta a Sud
Il fallimento dell'Operazione Tifone, con la mancata conquista di Mosca, e la controffensiva sovietica iniziata del dicembre 1941 portarono Hitler a ritenere che fosse necessario spostare il baricentro dell'offensiva tedesca verso sud. Questa decisione fu presa in palese contrasto con le indicazioni fino ad allora espresse dall'Alto comando tedesco, che spingeva per riprendere l'offensiva contro Mosca.

A parere del Führer, invece, la nuova priorità strategica era rappresentata dall'impossessarsi il prima possibile del petrolio del Caucaso, per poter continuare senza difficoltà la guerra.

Questo cambio di rotta sul piano strategico fu accompagnato dalla voglia di Hitler di cercare dei capri espiatori per il sostanziale fallimento degli obiettivi dell'Operazione Barbarossa: a pagarne le spese fu non solo il Comandante in capo dell'esercito tedesco, ma anche il comandante del Gruppo d'armate Sud von Rundstedt. Ormai i rapporti tra il Führer e il Feldmaresciallo si erano eccessivamente rovinati, soprattutto a causa del dissenso di quest'ultimo sulla condotta della guerra. Così, il 1º dicembre 1941, Hitler lo rimosse dal comando del gruppo d'armate, nominando in sua vece il Feldmaresciallo Walter von Reichenau.

Il comando di von Reichenau, però, fu breve: la morte lo colse il 16 gennaio 1942. Al suo posto fu nominato il Feldmaresciallo Fedor von Bock, già comandante del Gruppo d'armate Centro.
Il 7 maggio 1942, seguendo le nuove indicazioni di Hitler, il Gruppo d'armate Sud, cui nel frattempo era stata aggregata la II Armata di von Weichs, era pronto a riprendere la propria offensiva verso il Caucaso. Dopo aver fermato l'offensiva sovietica verso Kharkov nel maggio del 1942, il 1º luglio le truppe di von Manstein riuscirono a conquistare la fortezza di Sebastopoli, mentre il 23 luglio il resto del Gruppo d'armate Sud riuscì a raggiungere le rive del Don.

Finì a questo punto l'avventura del primo Gruppo d'armate Sud sul fronte sovietico. Quest'unità venne infatti divisa in due tronconi che avrebbero dovuto contemporaneamente conseguire gli obiettivi fissati da Hitler in questa seconda fase della campagna: il Gruppo d'armate A avrebbe dovuto puntare sui pozzi del Caucaso; il Gruppo d'armate B avrebbe dovuto puntare sulla città simbolo di Stalingrado.

## Dopo Stalingrado
Com'è noto, la seconda fase dell'offensiva tedesca sul fronte sovietico si risolse in un completo fallimento. L'esercito tedesco, infatti, non disponeva di forze sufficienti per conseguire contemporaneamente due obiettivi così ambiziosi come quelli fissati da Hitler. Oltretutto, le unità dei paesi alleati (Italia, Ungheria e Romania) utilizzate per coprire i fianchi dell'avanzata tedesca non si rivelarono allo stesso livello delle truppe che avrebbero dovuto sostituire. Ciò indebolì ulteriormente le già precarie linee tedesche.

Le forze tedesche in rotta furono costrette a riorganizzarsi arretrando di alcune centinaia di chilometri verso occidente; al Feldmaresciallo von Manstein fu affidato il compito di stabilizzare il fronte e, contestualmente, fu assegnato il Comando del ricostituito Gruppo d'armate Sud.

Facevano parte di quest'unità:
- II Panzerkorps SS (Hausser)
- Distaccamento d'armata Kempf (Kempf)
- IV Armata corazzata (Hoth)
- I Armata corazzata (von Mackensen)
- VI Armata (Hollidt).

La VI Armata di Hollidt ereditava lo stesso nome di quella accerchiata e costretta alla resa a Stalingrado, ma era di nuova costituzione.
L'abilità di von Manstein non solo riuscì a stabilizzare un fronte che dopo la disfatta di Stalingrado sembrava ormai prossimo al collasso, ma riuscì anche a realizzare una controffensiva: l'ultima che riscosse un pieno successo sul fronte orientale. Si tratta della terza battaglia di Kharkov, dove le forze tedesche, equipaggiate in parte anche con i nuovi carri Tigre, riuscirono ad infliggere una grave sconfitta ai sovietici, riconquistando la città.

Il successo di Kharkov ridiede speranza e fiducia ai tedeschi che attaccarono nuovamente le difese russe il 4 luglio 1943 nel saliente di Kursk. Si trattò della più grande battaglia di carri armati di tutto il secondo conflitto mondiale. Il Gruppo d'armate Sud, in particolare la IV Armata corazzata di Hoth, avrebbe dovuto svolgere il ruolo di braccio destro della tenaglia che avrebbe dovuto serrare i sovietici nell'area di Kursk; tuttavia l'eccessivo tempo perso nei preparativi dell'offensiva permise ai russi di prepararsi e di respingere l'attacco tedesco.

Con il fallimento di quest'ultimo attacco, iniziò una generale controffensiva sovietica, che costrinse le forze tedesche a un vasto ripiegamento. Ancora una volta von Manstein riuscì a evitare che il suo Gruppo d'armate Sud fosse sbaragliato completamente, riuscendo a ripiegare sulla linea difensiva del Dnepr.

### Verso la capitolazione
L'offensiva che i sovietici lanciarono in Ucraina nell'inverno del 1944 sbaragliò le difese del Gruppo d'armate Centro e del Gruppo d'armate Sud. Solo grazie a una brillante ma sanguinosa operazione di sfondamento la I Armata corazzata, circondata dalle forze dell'Armata rossa riuscì a sfuggire dalla sacca di Kamenets-Podolsky in cui era stata intrappolata: la maggior parte degli uomini venne tratta in salvo, ma molti mezzi preziosi furono abbandonati o distrutti.

Sotto il peso della pressione sovietica, il fronte sud venne così nuovamente riorganizzato, allo scopo di porre ordine tra le truppe assai provate da lunghi anni di guerra. Il Gruppo d'armate Sud venne nuovamente diviso in due tronconi (Gruppo d'armate Nord Ucraina e Gruppo d'armate Sud Ucraina) al comando dei Feldmarescialli Walther Model e Ferdinand Schörner. Erich von Manstein fu così allontanato dal comando, anche lui a causa degli insanabili contrasti con Hitler sulla condotta della guerra.

### La capitolazione
Ancora una volta il Gruppo d'armate Sud venne ricostituito nel settembre 1944 per difendere le posizioni in Ungheria e poi in Austria. Componevano quest'unità:
- III Armata
- VI Armata
- VIII Armata

La storia di questo ricostituito Gruppo d'armate Sud non fu né lunga, né piena di soddisfazioni militari. Già prima della fine del 1944 Budapest fu circondata dai sovietici. I progressi realizzati dall'Armata rossa nei Balcani, inoltre, rendevano la posizione dell'ala destra del Gruppo d'armate Sud assai fragile.

Durante tutte le ultime fasi della guerra, il Gruppo d'armate Sud fu costretto a subire altre sconfitte e a ripiegare sempre più verso nord. Dopo la caduta di Vienna, il Gruppo d'armate Sud fu rinominato in Gruppo d'armate Ostmark: i resti di quest'unità furono sconfitti e catturati nel corso dell'offensiva di Praga del maggio 1945.

## Linea di comando

### Comandante in capo
- 1º settembre - 15 ottobre 1939, Generaloberst Gerd von Rundstedt
- 10 giugno - 1º dicembre 1941, Generalfeldmarschall Gerd von Rundstedt
- 1º dicembre 1941 - 16 gennaio 1942, Generalfeldmarschall Walter von Reichenau
- 16 gennaio - 13 luglio 1942, Generalfeldmarschall Fedor von Bock
- febbraio 1943 - 31 marzo 1944, Generalfeldmarschall Erich von Manstein
- 31 marzo - 4 aprile 1944, Generalfeldmarschall Walther Model
- 23 settembre - 28 dicembre 1944, Generaloberst Johannes Frießner
- 28 dicembre 1944 - 25 marzo 1945, General der Infanterie Otto Wöhler
- 25 marzo - 2 aprile 1945, Generaloberst Lothar Rendulic
- 2 aprile-8 maggio 1945, General der Infanterie Friedrich Schulz

### Capo di stato maggiore
- 1º settembre - 15 ottobre 1939, Generalleutnant Erich von Manstein
- 10 giugno 1941 - 13 luglio 1942, General der Infanterie Georg von Sodenstern
- 12 febbraio - 1º marzo 1943, Generalmajor Friedrich Schulz
- 2 marzo - 4 aprile 1944, Generalleutnant Theodor Busse
- 23 settembre 1944 - 2 marzo 1945, Generalmajor Helmuth Grolmann
- 2 marzo - 2 aprile 1945, Generalleutnant Heinz von Gyldenfeldt

### Primo ufficiale di stato maggiore
- 1º settembre - 15 ottobre 1939, Oberst Günther Blumentritt
- 10 giugno 1941 - 13 luglio 1942, Oberst August Winter
- 12 febbraio - 1º marzo 1943, Generalmajor Theodor Busse
- 2 marzo 1943 - 25 marzo 1944, Oberst Georg Schulze-Büttger
- 26 marzo - 4 aprile 1944, Oberst Wilhelm Willemer
- 23 settembre - 5 novembre 1944, Oberst Ivo-Thilo von Trotha
- 10 novembre 1944 - 1º aprile 1945, Oberstleutnant Heinrich Schäfer

## Teatri operativi e armate
| Periodo        | Teatro operativo    | Armate |
| settembre 1939 | Campagna di Polonia | 8. Armee 10. Armee 14. Armee VII. Armeekorps                                                                         |
| giugno 1941    | Fronte Orientale    | 6. Armee Panzergruppe 1 17. Armee 11. Armee                                                                          |
| febbraio 1942  | Fronte Orientale    | 2. Armee 6. Armee 1. Panzerarmee 11. Armee Armeegruppe von Kleist                                                    |
| giugno 1942    | Fronte Orientale    | 2. Armee 6. Armee 1. Panzerarmee 11. Armee 17. Armee Gruppe von Wietersheim Infanterie-Division Großdeutschland      |
| marzo 1943     | Fronte Orientale    | Distaccamento d’armata Kempf 1. Panzerarmee 4. Panzerarmee Distaccamento d'armata Hollidt Luftwaffen-Feld-Division 7 |
| luglio 1943    | Fronte Orientale    | Distaccamento d’armata Kempf 1. Panzerarmee 6. Armee 8. Armee                                                        |
| settembre 1943 | Fronte Orientale    | 1. Panzerarmee 4. Panzerarmee 6. Armee 8. Armee                                                                      |
| ottobre 1943   | Fronte Orientale    | 1. Panzerarmee 4. Panzerarmee 8. Armee                                                                               |
| gennaio 1944   | Fronte Orientale    | 1. Panzerarmee 4. Panzerarmee 6. Armee 8. Armee                                                                      |
| marzo 1944     | Fronte Orientale    | 1. Panzerarmee 4. Panzerarmee 8. Armee                                                                               |
| ottobre 1944   | Fronte Orientale    | 6. Armee 8. Armee (ricostituita) 3. ungarische Armee                                                                 |
| gennaio 1945   | Fronte Orientale    | 6. Armee 8. Armee 2. Panzerarmee                                                                                     |
| aprile 1945    | Fronte Orientale    | 6. Armee 8. Armee 2. Panzerarmee 6. SS-Panzerarmee                                                                   |